# Gouverneurswahl in New York 1826
Die Gouverneurswahl in New York von 1826 fand zwischen dem 6. und 8. November 1826 statt, es wurden der Gouverneur und der Vizegouverneur von New York gewählt.

## Kandidaten
DeWitt Clinton trat zu Wiederwahl als Gouverneur mit Henry Huntington als Running Mate für die Clintonian Fraktion der Demokratisch-Republikanischen Partei an. William B. Rochester trat mit Nathaniel Pitcher für die Bucktails Fraktion derselben Partei an.

## Ergebnis
Während DeWitt Clinton in das Amt des Gouverneurs von New York wiedergewählt wurde, wurde nicht sein Running Mate, Henry Huntington, zum Vizegouverneur von New York gewählt, sondern Nathaniel Pitcher.
| Bild   | Kandidat             | Partei                                 | Stimmen | Stimmen  |
| Bild   | Kandidat             | Partei                                 | Anzahl  | Prozent  |
| ------ | -------------------- | -------------------------------------- | ------- | -------- |
|        | DeWitt Clinton       | Demokratisch-Republikaner (Clintonian) | 99.785  | 50,93 %  |
|        | William B. Rochester | Demokratisch-Republikaner (Bucktails)  | 96.135  | 49,07 %  |
| Gesamt | Gesamt               | Gesamt                                 | 195.920 | 100,00 % |